# 오기다정
오기다정(扇田町)은 아키타현 기타아키타군에 설치되었던 정이다. 현재의 오다테시에 해당한다.